# Melbourne, Kentucky
Melbourne är en stad (city) i Campbell County i delstaten Kentucky, USA. 2010 hade staden 401 invånare.